# Corporação de Ciência e Tecnologia Aeroespacial da China
Corporação de Ciência e Tecnologia Aeroespacial da China (em mandarim: 中国 航天 科技 集团公司; em inglês: China Aerospace Science and Technology Corporation, abreviado para CASC)) é o principal prestador de serviços para o programa espacial chinês. Foi criada oficialmente, em julho de 1999, como parte de uma unidade de reforma efetuada pelo governo chinês para aprimorar o desenvolvimento do seu programa espacial, tendo anteriormente feito parte da antiga Corporação Aeroespacial da China. É formada por um aglomerado de empresas subordinadas a ela datadas a partir de 1956.

## Entidades subordinadas

### Complexos de produções
- Academia Chinesa de Tecnologia de Veículos de Lançamento (CALT)
- Academia de Tecnologia Aeroespacial de Propulsão Sólida (AASPT)
- Academia Chinesa de Tecnologia Espacial (CAST)
- Academia de Tecnologia Aeroespacial de Propulsão Líquida (AALPT)
- Academia de Tecnologia Aeroespacial de Sujuão (SAAT)
- Academia de Tecnologia de Voo Espacial de Xangai (SAST)
- Academia Chinesa de Tecnologia Aeroespacial Eletrônica (CAAET)
- Academia Chinesa de Aerodinâmica Aeroespacial (CAAA)

### Empresas especializadas
- China Satellite Communications[3]
- Corporação Industrial Grande Muralha da China (CGWIC)[4]
- Centro de Consulta de Engenharia Aeroespacial da China
- Centro Chinês de Recursos de Dados de Satélite e Aplicações
- Aerospace Science & Technology France Co, Ltd.
- Aerospace Capital Holding Co, Ltd.
- China Aerospace Times Electronics Corporation
- China Aerospace International Holdings, Ltd.
- Beijing Shenzhou Aerospace Software Technology Co, Ltd.
- Academia de Tecnologia Aeroespacial de Shenzhen
- Aerospace Long-March International Trade Co, Ltd.
- China Siwei Surveying and Mapping Technology Co, Ltd.

### Unidades diretamente subordinadas
- Instituto de Normas Astronáuticas da China
- Casa de Publicações Astronáuticas da China
- Arquivos Espaciais
- Centro de Comunicação Aeroespacial
- Noticias Espaciais da China
- Sociedade Chinesa de Astronáutica
- Centro de Desenvolvimento de Talento e Intercâmbio Aeroespacial
- Oficina de Impressão Aeroespacial